# Amorphoscelis opaca
Amorphoscelis opaca är en bönsyrseart som beskrevs av Bolivar 1908. Amorphoscelis opaca ingår i släktet Amorphoscelis och familjen Amorphoscelidae. Inga underarter finns listade i Catalogue of Life.